# Jean-Nicolas de La Hire
Pour les articles homonymes, voir La Hire.
Jean-Nicolas de La Hire, né à Paris le 28 juillet 1685 et mort le 18 juin 1727, est un  médecin et botaniste français.

## Biographie
Il est le fils du mathématicien et astronome Philippe de La Hire (1640-1718) et frère du mathématicien Gabriel-Philippe de La Hire (1677-1719). Il suit les conseils de son père et étudie la médecine. Il devient membre de l'Académie des sciences en 1710 et devient docteur en médecine l'année suivante.
Il meurt en laissant inachevé un ouvrage de botanique dont les planches étaient réalisées suivant une méthode qu'il avait mise au point. On conjecture qu'il s'agissait d'utiliser les plantes elles-mêmes comme support en relief pour imprimer le papier. La qualité des images était remarquable mais Jean-Nicolas de La Hire a emporté dans la tombe le secret de sa technique.
Jean-Nicolas de La Hire a aussi pratiqué le dessin et la peinture en amateur. Il réalise plusieurs gouaches de paysages et de figures à la manière d'Antoine Watteau. Un paysage à l'huile sur toile est conservé au musée des Beaux-Arts de Troyes.